# Marco Bucci
Pour les articles homonymes, voir Bucci.
Marco Bucci, né le 31 octobre 1959 à Gênes, est un dirigeant d'entreprises et un homme politique italien indépendant de droite, maire de Gênes et de la ville métropolitaine de Gênes de 2017 à 2024, puis président de la Ligurie depuis le 6 novembre 2024.

## Biographie
Marco Bucci naît à Gênes en Ligurie le 31 octobre 1959. Il étudie au lycée (it) Andrea D'Oria puis à l'université de Gênes d'où il sort diplômé en pharmacie, en chimie et en technologie pharmaceutique en 1985. Il travaille ensuite pour 3M dans le secteur chimique jusqu'à la fin des années 1990. De 1999 à 2016, il travaille pour Kodak et Carestream Health (en). Il est chargé des plans d'expansion des marques dans le monde. Au cours de sa carrière de dirigeant dans l'industrie pharmaceutique, il a vécu et travaillé à Ferrania (province de Savone), Gênes, Genève (Suisse), et Rochester (État de New York, États-Unis). D'octobre 2015 à juin 2017, il est administrateur délégué de Liguria Digitale.

## Maire de Gênes
Aux élections municipales de 2017, il est candidat à la mairie de Gênes, à la tête d'une coalition de Droite et d'extrême droite composée de la Ligue du Nord, Forza Italia, Fratelli d'Italia-Alleanza Nazionale, Direzione Italia-Liste Musso (it) et de la liste civique Vince Genova, avec des représentants de la société civile et des candidats d'Alternative populaire qui avaient décidé de ne pas présenter leur propre liste.
Au premier tour il recueille 38,80 % des voix et se trouve en ballottage avec le candidat du centre gauche Gianni Crivello qui obtient 33,39 %. Il est élu maire de Gênes au deuxième tour avec 55,24 % des voix,, succédant ainsi à Marco Doria (Gauche, écologie et liberté). Marco Bucci est le premier maire de droite de Gênes depuis l'introduction de l'élection directe du premier magistrat et le premier à conduire une coalition qui ne soit pas de gauche depuis 1975. Le 29 septembre 2017 il est élu président de l'ANCI-Liguria (it).
Il est réélu le 12 juin 2022 avec 55,5 % des voix.

## Président de la Ligurie
Il remporte les élections régionales en Ligurie d'octobre 2024, organisées de façon anticipée après la démission de Giovanni Toti, et devient président de la région le 6 novembre suivant.